# Stefan Döring (Musiker)
Stefan Döring (* 1962) ist ein deutscher Jazz-Saxophonist und -Klarinettist und Komponist.

## Werdegang
Döring studierte Jazz und improvisierte Musik an der Hochschule für Musik Köln und an der Hochschule der Künste in Berlin. Er lebte dann einige Jahre als Jazzmusiker und Arrangeur in Paris, wo er in verschiedenen deutsch-französischen Ensembles mitwirkte und an Tourneen durch Frankreich und Deutschland und im Auftrag des Goethe-Instituts durch Indien und an CD-Aufnahmen teilnahm. Im Trio mit Christian Thomé und Robert Schleisiek spielte er 1999 das Album Hot Music ein. Er gehört neben Dietrich Thomas dem Trio von Verena Guido an, mit dem 1999 die CD und sie wissen immer noch nicht wer ich bin entstand.
Daneben wirkt er als Komponist von Filmmusiken für Dokumentar- und Spielfilme und unterrichtet Filmmusik an der Jazz Haus Schule in Köln.
Stefan Döring lebt mit seiner Familie in Köln.

## Filmmusiken (Auswahl)
- Die Unbeugsamen
- Der Junge muß an die frische Luft
- Generation Kunduz – der Krieg der Anderen (Dokumentarfilm)
- Der Unbequeme – Der Dichter Günter Grass (Dokumentarfilm)
- Zum Horizont und zurück. Ströher, ein Malerleben (Dokumentarfilm)
- Land unter am Yangtse (Dokumentarfilm)
- Zoos der Zukunft (Dokumentarfilm)
- Tatort Tropen (Dokumentarfilm)
- Forscher im Tierreich (Dokumentarfilm)
- Fisch ist Fisch (Spielfilm)
- Drachenfliegen (Animationsfilm)
- Poltrait (Dokumentarfilm)
- Mord mit Aussicht – Tod eines Roadies (TV-Serie)
- Harter Brocken: Die Kronzeugin (Thriller)
- Mädchen können kein Fußball spielen (Dokumentarfilm)